# إرلن
إرلن (بالألمانية: Erlen) هي إحدى بلديات مقاطعة فاينفيلدن في كانتون تورغاو في سويسرا. تبلغ مساحتها 12.19 كيلومتر مربع، ويقدر عدد سكانها بـ 3624 نسمة (حسب تعداد ديسمبر 2015).